# Рудно (Холмський повіт)
Рудно (пол. Rudno) — село в Польщі, у гміні Жмудь Холмського повіту Люблінського воєводства.
Населення — 98 осіб (2011).
У 1975-1998 роках село належало до Холмського воєводства.

## Демографія
Демографічна структура станом на 31 березня 2011 року:
|          | Загалом | Допрацездатний вік | Працездатний вік | Постпрацездатний вік |
| -------- | ------- | ------------------ | ---------------- | -------------------- |
| Чоловіки | 49      | 9                  | 37               | 3                    |
| Жінки    | 49      | 9                  | 28               | 12                   |
| Разом    | 98      | 18                 | 65               | 15                   |